# ساحل نجات
ساحلِ نجات نمایشنامه‌ای تک‌پرده‌ای از بهرام بیضایی است که در سال ۱۳۴۷ نوشته شده است.

## متن
این متن نخستین بار در جلدِ دوّمِ دیوان نمایش در سالِ ۱۳۸۲ به چاپ رسید.

## داستان
اشخاص بازی دختری جوان با پدر و مادر و برادر کوچکش هستند و دو خواستار برایش: یکی طاس و دیگری سبیلو. برادر کوچکتر دریا و آسمان و خورشید را با مداد رنگی‌‌هایی که خواستگاران هدیه می‌آورند رنگ می‌زند. در طول نمایش پدر و مادر به ترتیب می‌میرند و برادر پی بطری‌های حاوی پیام غرق‌شدگان به دریا می‌زند. خواستگار طاس و خواستگار سبیلو از هنرهایشان دم می‌زنند تا از دختر امتیاز بگیرند. آن‌ها خود را قهرمان شنا می‌نامند و می‌خواهند دختر را با «شیوهٔ علمی» شنا آشنا کنند. دختر لخت می‌شود که به دریا بزنند. امّا خواستگارها شنا نمی‌دانند و بر ساحل فریاد خواهر و برادر را می‌شنوند که غرق می‌شوند.

## اجرا
این نمایشنامه تا هنگامِ چاپ به سالِ ۱۳۸۲ هیچ تمرین و اجرایی نداشته است. با این حال، بروشوری از اسنادِ تماشاخانهٔ سنگلج هست که نویدِ اجرای این نمایش را در جشنوارهٔ تئاترِ گروهِ هنر ملّی در فروردین و اردیبهشتِ ۱۳۵۱ با کارگردانیِ نصرت پرتوی می‌دهد. پس از انتشار گروه‌های مختلفی اجرایش کردند.